# Хоростківська міська територіальна громада
Хоростківська міська громада — територіальна громада в Україні, у Чортківському районі Тернопільської області. Адміністративний центр — м. Хоростків.
Площа громади — 179,0 км², населення — 13 831 осіб (2020).
Утворена 11 серпня 2015 року шляхом об'єднання Хоростківської міської ради та Клювинської, Перемилівської, Сороківської, Увислівської, Хлопівської сільських рад Гусятинського району і Великоговилівської сільської ради Теребовлянського району.
19 липня 2020 року, в результаті адміністративно-територіальної реформи та ліквідації Гусятинського району, увійшла до складу новоутвореного Чортківського району.

## Населені пункти
У складі громади 1 місто (Хоростків) і 9 сіл:
- Великий Говилів
- Верхівці
- Карашинці
- Клювинці
- Малий Говилів
- Перемилів
- Сорока
- Увисла
- Хлопівка